# 2016년 러시아 국방부 투폴레프 Tu-154 추락 사고
러시아 국방부 투폴레프 Tu-154 추락 사고는 2016년 12월 25일 시리아 흐메이밈 공군기지로 향하던 러시아 국방부 소속의 투폴레프 Tu-154기가 소치 국제공항에서 이륙 직후 흑해에 추락한 사고이다. 승무원 8명을 포함한 탑승 인원 93명이 전원 사망했다.
사망한 탑승 인원 93명 중에는 64명의 알렉산드로프 앙상블 군악대와 지휘자인 발레리 할릴로프 중장도 포함되어 있었다. 군악대 단원들은 모스크바에서 새해 행사 참가를 위해 시리아 라타키아로 향하던 중이었다.
탑승 인원에는 러시아의 인도주의 운동가 엘리자베타 글린카, 러시아 국방부 문화관리과 소속의 안톤 구반코프 과장, 군인 8명, 기자 9명, 공무원 2명도 포함돼 있었다.
잔해는 흑해 연안에서 1.5km 떨어진 곳에서 해점 50~70m인 지점에서 발견되었다.
러시아 연방수사위원회는 사고 직후 추락 원인에 대한 수사에 착수했다. 현지 언론과 SNS, 민간 전문가들 사이에선 테러 가능성을 지속적으로 주장하고 있으나 러시아 당국은 테러 가능성이 희박하다고 보고 있으며 막심 소콜로프 조사위원장은 기체 결함이나 조종사의 과실에 무게를 두고 있다고 밝혔다.
블라디미르 푸틴 대통령은 12월 26일을 국가 애도의 날로 선포하고 여러 도시에서 오락 행사나 연주회 등은 취소되었다.